# 미래에서 온 필
《미래에서 온 필》(Phil of the Future)는 2004년 6월 18일부터 2006년 8월 19일까지 디즈니 채널에서 방영된 시트콤이다.

## 캐스트
- 리키 울먼 - 필 디피
- 앨리 미칼카 - 킬리 테슬로
- 에이미 브루크너 - 핌 디피
- 크레이그 앤턴 - 로이드 디피
- 라이즈 심스 - 바브 디피